# Volley-ball aux Jeux africains

## Compétition masculine

### Palmarès
| 1965 Détails | Brazzaville  | Égypte   | Tunisie  | Congo    |
| 1973 Détails | Lagos        | Égypte   | Tunisie  | Sénégal  |
| 1978 Détails | Alger        | Tunisie  | Nigeria  | Algérie  |
| 1987 Détails | Nairobi      | Cameroun | Algérie  | Nigeria  |
| 1991 Détails | Le Caire     | Algérie  | Égypte   | Tunisie  |
| 1995 Détails | Harare       | Égypte   | Cameroun | Nigeria  |
| 1999 Détails | Johannesburg | Cameroun | Nigeria  | Égypte   |
| 2003 Détails | Abuja        | Égypte   | Nigeria  | Cameroun |
| 2007 Détails | Alger        | Égypte   | Tunisie  | Algérie  |
| 2011 Détails | Maputo       | Cameroun | Algérie  | Kenya    |
| 2015 Détails | Brazzaville  | Algérie  | Congo    | Égypte   |
| 2019 Détails | Rabat        | Cameroun | Algérie  | Égypte   |
| 2023 Détails | Accra        | Égypte   | Kenya    | Ghana    |

### Tableau des médailles
| Rang  | Pays     | Médaille d'or | Médaille d'argent | Médaille de bronze | Total |
| 1     | Égypte   | 6             | 1                 | 3                  | 10    |
| 2     | Cameroun | 4             | 1                 | 1                  | 6     |
| 3     | Algérie  | 2             | 3                 | 2                  | 7     |
| 4     | Tunisie  | 1             | 3                 | 1                  | 5     |
| 5     | Nigeria  | 0             | 3                 | 2                  | 5     |
| 6     | Congo    | 0             | 1                 | 1                  | 2     |
| –     | Kenya    | 0             | 1                 | 1                  | 2     |
| 8     | Ghana    | 0             | 0                 | 1                  | 1     |
| –     | Sénégal  | 0             | 0                 | 1                  | 1     |
| Total | Total    | 13            | 13                | 13                 | 39    |

## Compétition féminine

### Palmarès
| 1978 Détails | Alger        | Algérie | Nigeria  | Ghana    |
| 1987 Détails | Nairobi      | Égypte  | Kenya    | Maurice  |
| 1991 Détails | Le Caire     | Kenya   | Égypte   | Cameroun |
| 1995 Détails | Harare       | Kenya   | Nigeria  | Égypte   |
| 1999 Détails | Johannesburg | Kenya   | Égypte   | Nigeria  |
| 2003 Détails | Abuja        | Nigeria | Égypte   | Kenya    |
| 2007 Détails | Alger        | Algérie | Cameroun | Kenya    |
| 2011 Détails | Maputo       | Algérie | Cameroun | Kenya    |
| 2015 Détails | Brazzaville  | Kenya   | Cameroun | Égypte   |
| 2019 Détails | Rabat        | Kenya   | Cameroun | Maroc    |
| 2023 Détails | Accra        | Égypte  | Tunisie  | Kenya    |

### Tableau des médailles
| Rang  | Pays     | Médaille d'or | Médaille d'argent | Médaille de bronze | Total |
| 1     | Kenya    | 5             | 1                 | 4                  | 10    |
| 2     | Algérie  | 3             | 0                 | 0                  | 3     |
| 3     | Égypte   | 2             | 3                 | 2                  | 7     |
| 4     | Nigeria  | 1             | 2                 | 1                  | 4     |
| 5     | Cameroun | 0             | 4                 | 1                  | 5     |
| 6     | Tunisie  | 0             | 1                 | 0                  | 1     |
| 7     | Ghana    | 0             | 0                 | 1                  | 1     |
| –     | Maurice  | 0             | 0                 | 1                  | 1     |
| –     | Maroc    | 0             | 0                 | 1                  | 1     |
| Total | Total    | 11            | 11                | 11                 | 33    |